# Esteban Batista
Esteban Batista, né le 2 septembre 1983, est un joueur uruguayen de basket-ball. Il joue au poste d'ailier fort. Il est le premier joueur uruguayen à avoir joué en National Basketball Association (NBA). Il fait partie de l'équipe nationale d'Uruguay.

## Carrière professionnelle
Batista commence sa carrière professionnelle dans la Ligue uruguayenne en 2001. Il rejoint ensuite la deuxième division espagnole en 2003.
Le 12 septembre 2005 il signe comme agent libre avec les Hawks d'Atlanta, club de NBA. Dans sa première saison NBA, Batista présente des moyennes de 1,8 points, 2,5 rebonds et de 0,1 passe décisive en 8,7 minutes par match et joue 57 matchs. Lors de sa deuxième saison, il ne joue que 13 matches. Le 26 septembre 2007, Batista signe un contrat non garanti avec les Celtics de Boston. Le 16 octobre les Celtics le libèrent et il signe avec le Maccabi Tel-Aviv en Israël. En décembre 2008, il signe avec le club russe de Triumph Lyubertsy. À l'été 2009, il signe avec le club espagnol de Baloncesto Fuenlabrada, qu'il quitte en janvier 2011 pour rejoindre Caja Laboral.
À l'été 2013, il quitte l'Anadolu Efes pour rejoindre le Pınar Karşıyaka, autre club de première division turque. En janvier 2014, Batista est nommé meilleur joueur de la 4e journée du Top 32 de l'EuroCoupe avec une évaluation de 46 (30 points à 11 sur 13 à deux points et 8 sur 10 au lancer franc, 11 rebonds et 3 passes décisives).

## Référence
1. ↑  (en) « Last 32 Round 4 MVP: Esteban Batista, Pinar Karsiyaka Izmir », Euroligue, 31 janvier 2014